# Calcogenuro

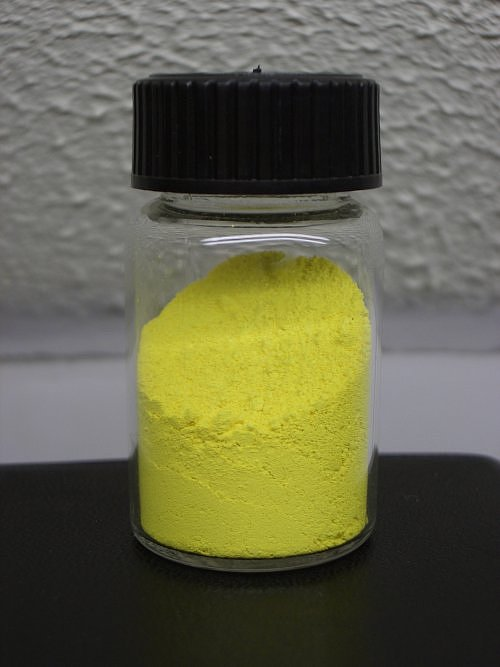
El sulfuro de cadmio, un calcogenuro metálico prototípico, se utiliza como pigmento amarillo.

Los calcogenuros son una serie de compuestos químicos que contienen un anión formado por un elemento anfígeno (grupo 16) y un elemento metal de carácter electropositivo. En el caso del oxígeno estos derivados son denominados "óxidos", siendo el término calcogenuro empleado para referirse a los sulfuros, seleniuros y teluros. En la naturaleza aparecen como minerales mena de metales y de anfígenos como el azufre en el caso de la pirita. Los calcogenuros tienen aplicación en el campo de la xerografía y también presentan cierto interés en la nano-optoelectrónica debido a la diferencia de propiedades eléctricas entre sus fases cristalinas.

## Descripción y clasificación
Los calcogenuros suelen subdividirse en calcogenuros de metales alcalinos y alcalinotérreos y calcogenuros de metales de transición. Otra clasificación es en función del estado de oxidación del metal como por ejemplo para el caso del azufre en monosulfuros (MS), bisulfuros (MS2), sesquisulfuros (M2S3 o M3S4), o subsulfuros en los que S/M < 1, siendo S el azufre y M un metal.
Mientras que los calcogenuros de metales alcalinos o alcalinotérreos suelen presentar carácter de enlace iónico, los calcogenuros de los elementos de transición presentan enlaces covalentes y en ocasiones falta de estequiometría así como características de semiconductores y propiedades metálicas o semimetálicas que se manifiestan incluso en algunos minerales como la pirita (FeS2), la calcopirita (CuFeS2), la molibdenita (MoS2), etc.

## Química
El BeS es insoluble en agua, pero se disuelve en soluciones ácidas desprendiendo H2S. Todos los demás sulfuros alcalinos y alcalinotérreos se disuelven en agua. El MgS se hidroliza completamente con la formación de Mg(OH)2, poco soluble, liberando H2S. En los demás, la hidrólisis es parcial. En el CaS se produce la reacción:
{\displaystyle {\ce {2CaS + H2O -> Ca(HS)2 + Ca(OH)2}}}
Las disoluciones acuosas de sulfuros alcalinos y alcalinotérreos se oxidan en contacto con el oxígeno del aire formando tiosulfatos:
{\displaystyle {\ce {2K2S + 2O2 + H2O -> K2S2O3 + 2KOH}}}
Los sulfuros alcalinos y alcalinotérreos se obtienen por reducción de los sulfatos correspondientes, con carbón a alta temperatura:
{\displaystyle {\ce {Na2SO4 + 4C -> Na2S + 4CO}}}

## Estructura
Los monosulfuros, M2S, y alcalinotérreos, MS son sólidos cristalinos con redes iónicas. Los primeros presentan estructura tipo anti-fluorita mientras que los segundos de tipo halita. El BeS presenta una estructura tipo wurtzita. Algunos calcogenuros como el sulfuro de molibdeno o molibdenita presentan estructuras laminares formadas por dos capas de azufre alternadas con capas de molibdeno.